# ساتردی ریویو (مجله آمریکایی)
ساتردی ریویو، پیش‌تر ساتردی ریویو آو لیتریچر  (انگلیسی: The Saturday Review of Literature) مجلهٔ هفتگی آمریکایی بود که در ۱۹۲۴ تأسیس شد. نورمن کازنز از ۱۹۴۰ تا ۱۹۷۱ سردبیر آن بود. تحت نظر کازنز، این مجله به‌عنوان «مجموعه‌ای از گزارش، مقاله و انتقاد دربارهٔ رویدادهای جاری، آموزش، علم، سفر، هنر و موضوعات دیگر» توصیف شد.
ساتردی ریویو در اوج خود، به عنوان پایگاه چندین منتقد پرخواننده (به عنوان مثال، وایلدر هابسون، منتقد موسیقی ایروینگ کولودین، و منتقدان تئاتر جان میسون براون و هنری هیوز) تأثیرگذار بود و اغلب با حروف اول خود، SR شناخته می‌شد. این مجله هرگز سودآور نبود و در نهایت پس از بازسازی و تلاش برای از نو ساختن، بیش از یک بار در دهه‌های ۱۹۷۰ و ۱۹۸۰، تسلیم مجلات عمومی‌تر شد.